# 안드레아 델라 로비아
안드레아 델라 로비아(Andrea della Robbia, 1435년 10월 20일~1525년 8월 4일)는 이탈리아 르네상스 시대의 조각가로, 특히 도자 조각에서 두각을 나타냈다.

## 생애
피렌체에서 태어난 안드레아는 루카 델라 로비아의 조카이자 마르코 델라 로비아(Marco della Robbia)의 아들이다. 루카 델라 로비아는 조각에 유약 처리된 테라코타(도기)를 사용해 큰 인기를 얻었고, 안드레아는 그의 제자가 되어 당시 가장 중요한 도자 유약 조각가로 성장했다.
그는 삼촌보다 훨씬 대규모로 유약 부조 작품을 제작했으며, 프리즈나 라바보, 분수, 대형 리테이블 등 건축 장식으로도 영역을 확장했다. 그의 유약 기법 중 하나는 인물의 얼굴과 손에는 유약을 바르지 않는 방식이었는데, 특히 머리 부분을 사실적으로 표현한 작품에서 이러한 기법이 사용되었다. 대표적인 예로는 피렌체 산 파올로 병원 로지아의 성 도미니코와 성 프란치스코의 만남을 묘사한 팀파눔 부조가 있다. 이 작품은 산 마르코 수도원의 프라 안젤리코 프레스코화에서 영감을 얻은 것이다.

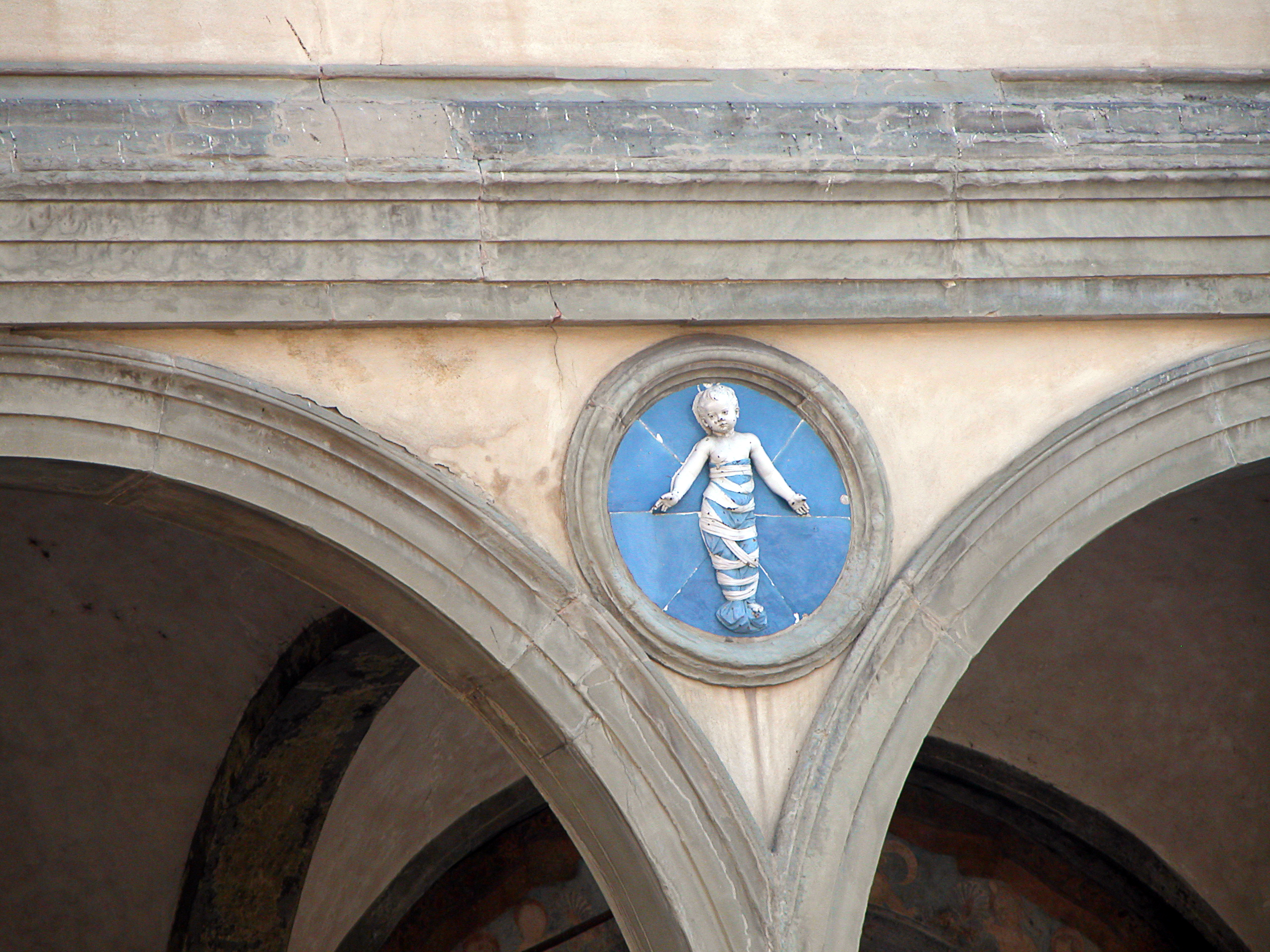
피렌체 고아원 병원의 아기 부조 메달리온

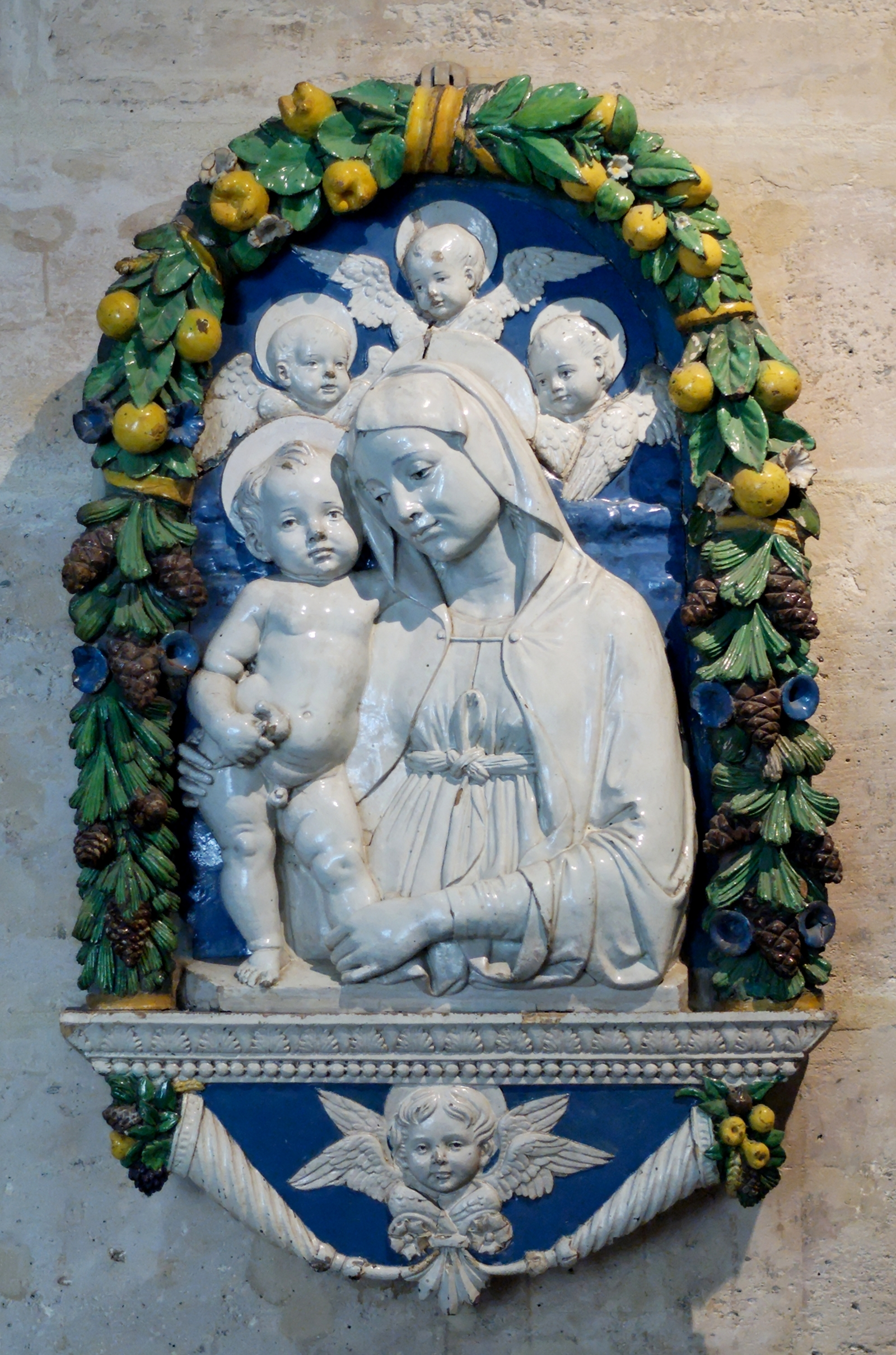
성모자와 천사들, 루브르 박물관 소장

안드레아의 가장 주목할 만한 작품 중 하나는 피렌체의 고아원 정문의 기존 원형 장식 안에 설치한 아기 부조 시리즈이다. 1490년경 제작된 이 아기 조각들은 하나하나 모두 다른 모습으로 정성스럽게 조형되어 있다. 그는 또한 조합이나 개인 의뢰를 받아 성모자상 부조도 다수 제작했으며, 이들은 자주 화려한 과일과 꽃의 화환 장식으로 테두리를 두르고, 주된 부조는 흰색으로 남겨두는 경우가 많았다. 산타 마리아 노벨라 성당 인근 산 파올로 병원에도 성인들의 부조가 있는 원형 장식들과 병을 치유하는 그리스도의 모습, 두 개의 아름다운 초상화가 있다. 이들 아래에는 "1451년부터 1495년까지"(DALL ANNO 1451 ALL ANNO 1495)라는 글귀가 새겨진 흰색 판이 붙어 있는데, 첫 해는 교황의 교서에 따라 병원이 재건된 해를 의미한다.
아레초에는 안드레아와 그의 아들들이 제작한 유약 작품들이 다수 남아 있다. 대성당에는 십자가를 든 하느님과 그 주변의 천사들, 아래에는 무릎 꿇고 있는 성 도나토와 성 베르나르디노를 묘사한 제대화가 있으며, 캄포 산토 경당에는 성모자상과 양옆에 네 명의 성인이 있는 부조가 있다. 산타 마리아 인 그라도 성당에는 서 있는 성모 위로 천사들이 왕관을 씌우는 장엄한 제대화가 있는데, 조합이나 단체에서 바친 헌정 조각에서 자주 등장하는 성모 망토 안으로 신도들이 모여드는 형식이다. 이러한 유형의 작품 중 가장 뛰어난 컬렉션은 아레초 인근 라 베르나에 있다. 그 중에서도 ‘수태고지’, ‘십자가형’, ‘성모가 성 토마스에게 허리띠를 건네는 장면’을 주제로 한 세 점의 대형 제대화는 안드레아의 작품으로 여겨지며, 나머지는 그의 아들들의 작품으로 평가된다.
1489년, 그는 피렌체 두오모 오페라 박물관의 문 위에 설치된 성모와 두 천사의 부조를 제작했으며, 이 작품의 대가로 20플로린을 받았다. 같은 해, 그는 프라토 대성당 문 위 팀파눔에 성모와 성 스테파노, 성 라우렌시오의 반신상을 천사의 머리 장식과 함께 조형한 부조를 제작했다. 1491년에도 그는 여전히 프라토에서 작업 중이었으며, 이곳에는 그의 뛰어난 부조들이 다수 남아 있다. 볼테라 대성당 측면 문 위에 있는 성 리노의 흉상도 안드레아의 작품으로 전해진다. 후기 작품 중 명확히 연대가 기록된 것에는 1510년 비테르보의 산 조반니 데이 피오렌티니 성당에 설치된 프로토노타리오 알마디아노의 화려한 흉상과, 1505년 피스토이아 대성당을 위해 제작된 천사들로 둘러싸인 영광의 성모 메달리온이 있다. 안드레아의 가장 마지막 작품으로 여겨지는 것은 1515년경 제작된 것으로, 피렌체 근처 피안 디 무뇨네의 작은 성당 산타 마리아를 위해 만들어진 동방박사의 경배 장면 부조이다. 그러나 이는 공방에서 제작된 작품으로 추정된다.
그의 사후에는 아들 조반니 델라 로비아가 작업장을 이어받아 운영했다.

## 작품 목록
그의 대표적인 작품으로는 다음과 같다.
- 피렌체 고아원 병원의 아기 부조 메달리온과 내부 입구 위 수태고지
- 피렌체 산 파올로 로지아의 성 프란치스코와 성 도미니코의 만남 부조
- 산타 마리아 노벨라 인근 산 파올로 병원의 메달리온들
- 바르젤로 미술관 소장 아기 예수를 경배하는 성모 부조
- 라퀼라 산 베르나르디노 성당의 부활 부조
- 비테르보의 마돈나 델라 케르치아
- 라스페치아 산타 마리아 아순타 성당의 성모 대관식 제대화
- 아레초 산타 마리아 델레 그라치에 대리석 주제단
- 산타 마리아 인 그라도 성당의 주제단[4]
- 피스토이아 대성당의 천장과 포치 장식
- 프라토 대성당 팀파눔 부조[4]
- 산타피오라의 산테 플로라 에 루칠라 성당 장식
- 라 베르나의 그리스도 십자가형과 성모 승천 부조

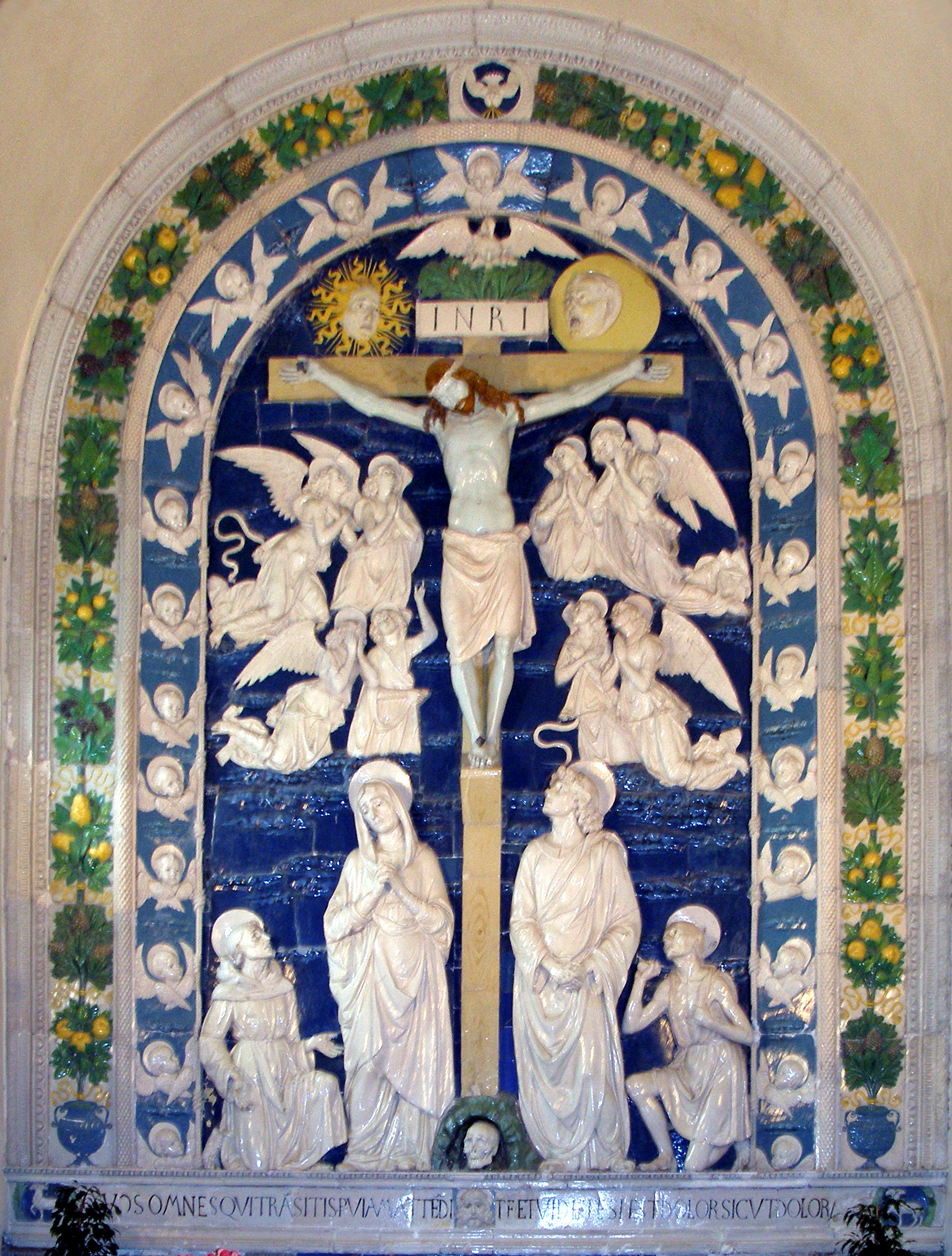
《십자가형》
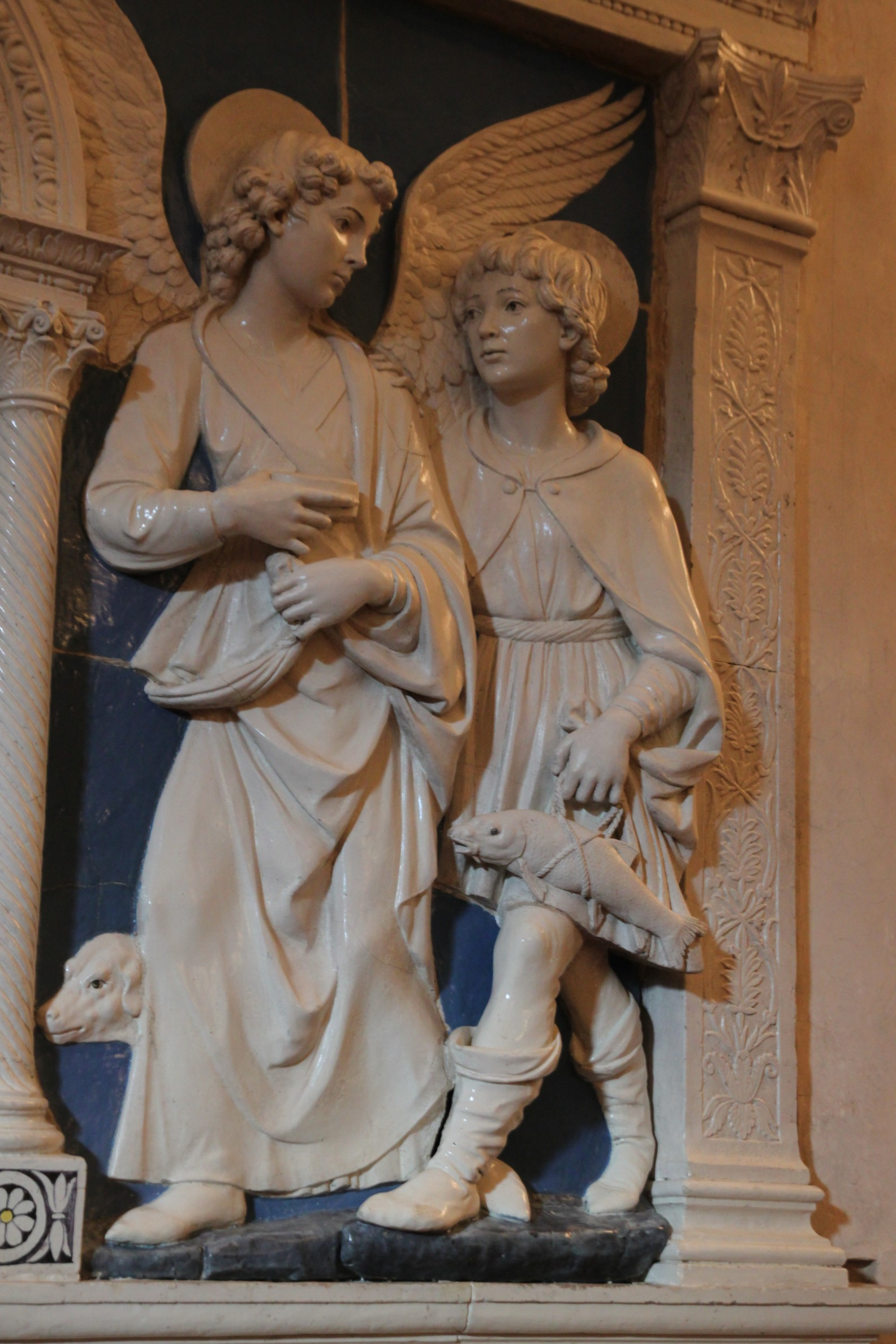
《토비트와 천사》, 1475년경, 산타 크로체 성당
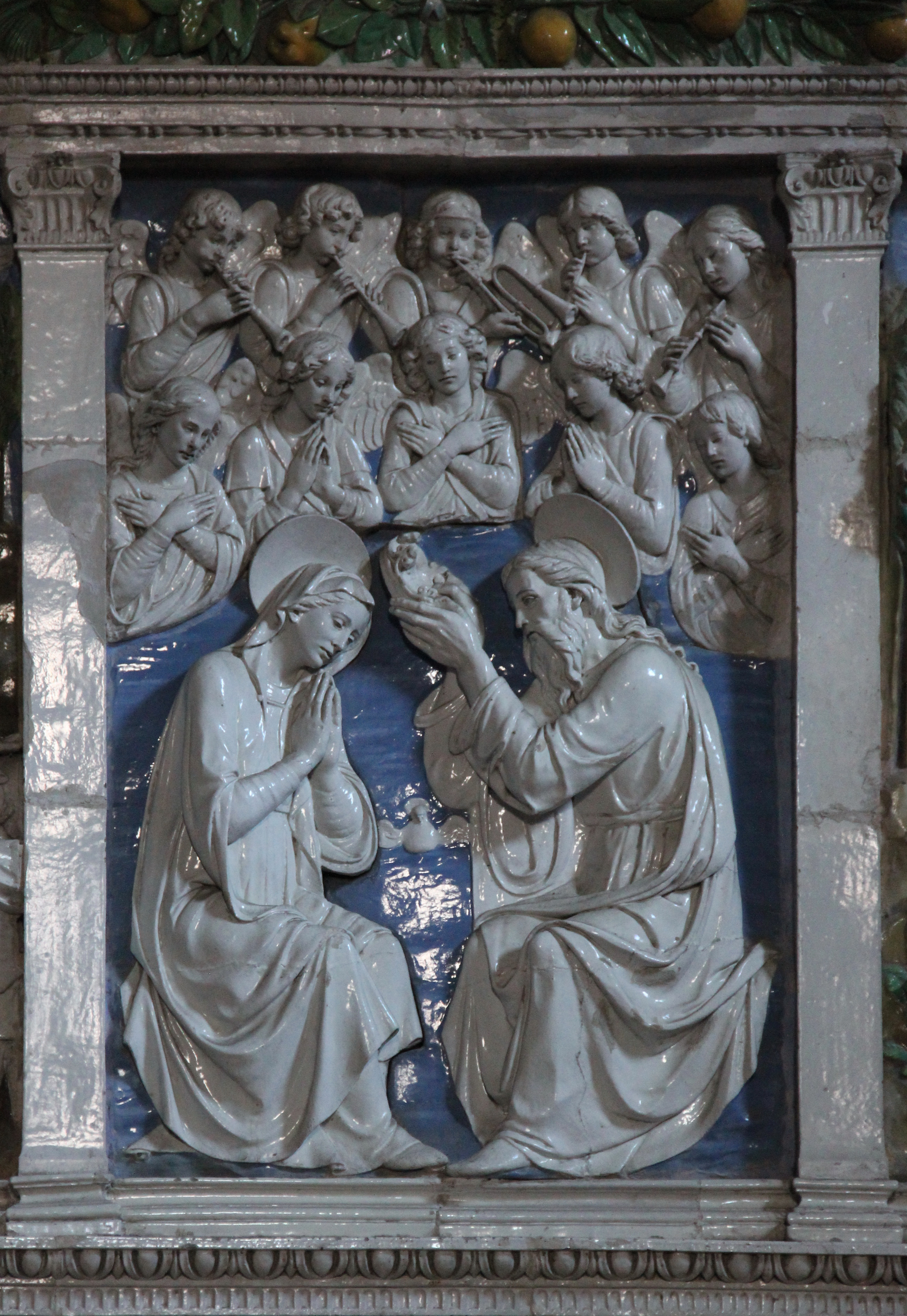
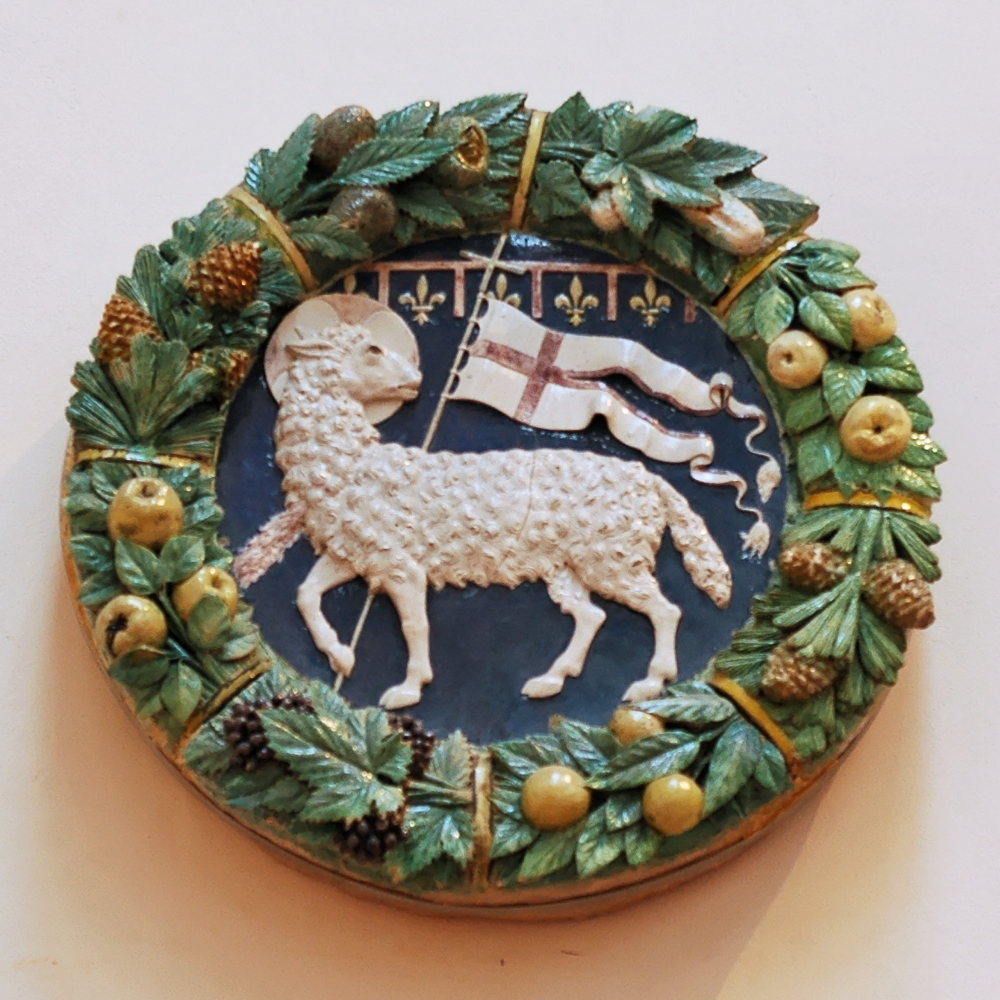

## 참고 문헌
- 본 문서에는 현재 퍼블릭 도메인에 속한 브리태니커 백과사전 제11판의 내용을 기초로 작성된 내용이 포함되어 있습니다.